# Marceline Loridan

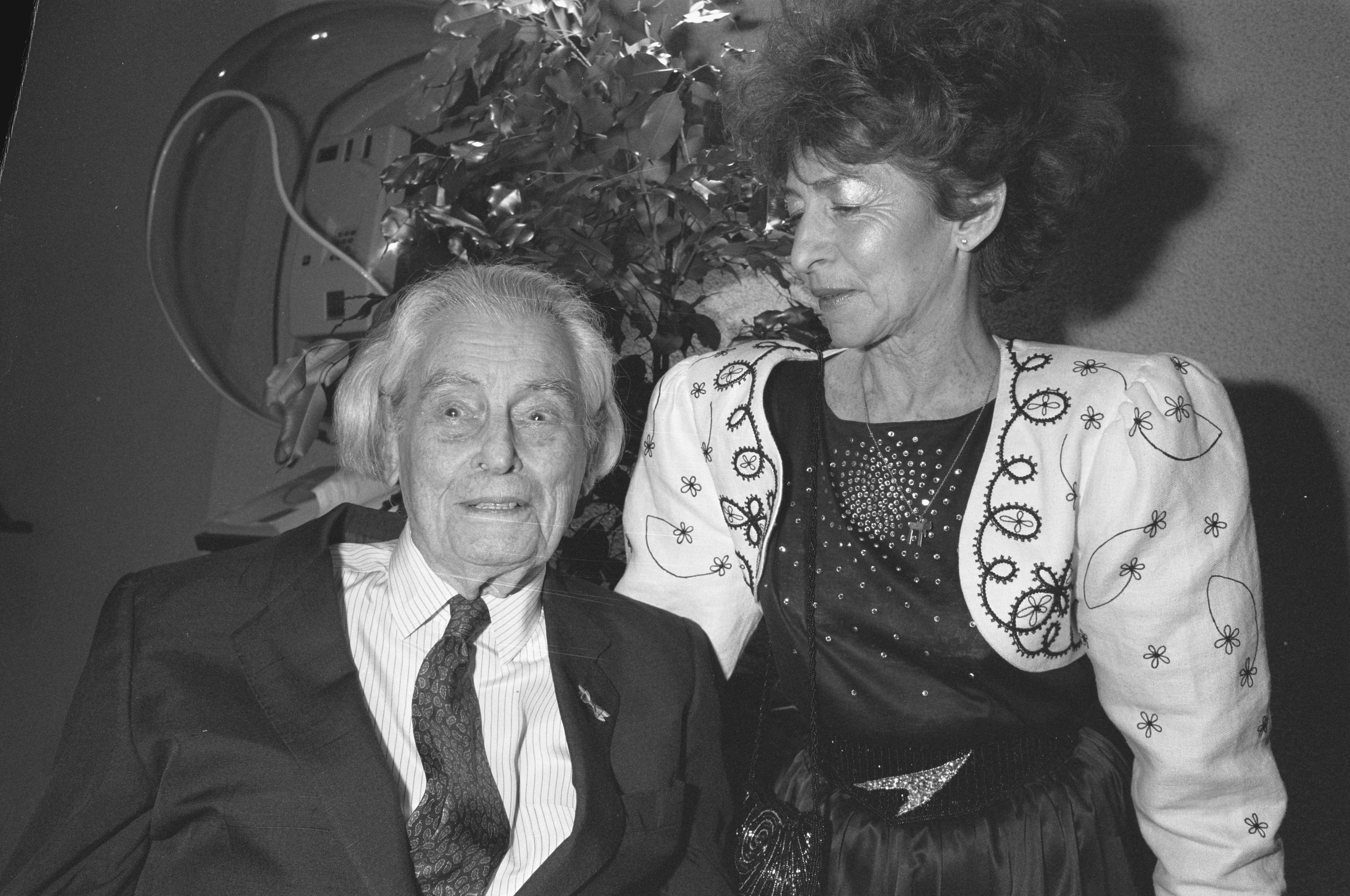
Marceline Loridan (rechts) mit ihrem zweiten Ehemann Joris Ivens (1989)

Marceline Loridan, auch Marceline Loridan-Ivens (* 19. März 1928 als Marceline Rosenberg in Épinal; † 18. September 2018), war eine französische Regisseurin, Drehbuchautorin und Schauspielerin.

## Jugendjahre in Konzentrationslagern
Marceline Rosenberg war die Tochter von wohlhabenden polnischen Juden, die 1919 nach Frankreich eingewandert waren. Im Jahr 1943 wurde die Fünfzehnjährige gemeinsam mit ihrem Vater Solomon im Département Vaucluse (Südfrankreich) verhaftet, und am 13. April 1944 mit dem 71. Transport ins KZ Auschwitz deportiert, wo sie insgesamt 45 Angehörige verlor. Mit dem Anrücken der Roten Armee Anfang 1945 wurde sie auf einen Todesmarsch getrieben und zunächst im KZ Bergen-Belsen gefangen gehalten. Ihre Befreiung erlebte sie im Alter von siebzehn Jahren im Mai 1945 im Ghetto Theresienstadt. Ihre Mutter und ihre vier Geschwister waren nicht deportiert worden und hatten in Frankreich überlebt.

## Arbeit beim Film
Im Juli 1945 kehrte Marceline Rosenberg nach Frankreich zurück. Dort heiratete sie Francis Loridan, einen jungen Ingenieur im öffentlichen Dienst, der weit entfernt arbeitete. Nach einigen Jahren ließ sie sich von ihm scheiden und führte weiter seinen Nachnamen. Sie begann unter dem Namen Marceline Loridan ihre Zusammenarbeit (als Assistentin) mit diversen Dokumentarfilm Regisseuren, darunter Jean Rouch und Joris Ivens. Letztgenannter wurde später ihr Ehemann. Bei einigen seiner Dokumentarfilme war sie sowohl an der Regie als auch an der Erstellung des Drehbuches beteiligt.
Gelegentlich trat Marceline Loridan als Darstellerin auch vor die Kamera, so auch an der Seite von Hanna Schygulla und Jean-Paul Belmondo. Mit Birkenau und Rosenfeld, ihrer ersten komplett eigenen Inszenierung mit Spielhandlung und zugleich der erste Spielfilm, der auf dem ehemaligen Lagergelände von Auschwitz-Birkenau gedreht werden durfte, verarbeitete Marceline Loridan im Jahre 2002 ihre eigene Jugend im Konzentrationslager. An dem von ihr mitgestalteten Drehbuch war auch die Schauspielerin Jeanne Moreau beteiligt.
Marceline Loridan-Ivens hat keine Kinder bekommen. Sie konnte nicht, hat sie einmal gesagt. Sie habe zu viele Kinder sterben sehen.

## Auszeichnungen
- 2010: Mitglied der Ehrenlegion (Offizier), Ernennung zum Ritter erfolgte 1992.[4]
- 2014: Ordre des Arts et des Lettres (Kommandeur)[5]

- 2015: Ordre national du Mérite (Kommandeur)[6]

## Schriften
- mit Élisabeth D. Inandiak: Ma vie balagan. Robert Laffont, Paris 2008, ISBN 978-2-221-10658-7.
- mit Judith Perrignon: Et tu n’es pas revenu. Grasset, Paris 2015, ISBN 978-2-246-85391-6 (Prix Jean-Jacques-Rousseau 2015).
  - deutsche Übersetzung: Und du bist nicht zurückgekommen. Übersetzung von  Eva Moldenhauer. Insel, Berlin 2015, ISBN 978-3-458-17660-2.

## Filmografie
- 1960: Chronik eines Sommers (Chronique d’un été, Dokumentation, Auftritt)
- 1968: Le 17e parallèle: La guerre du peuple (Dokumentation, Mitregie)
- 1969: Le peuple et ses fusils (Dokumentation, Drehbuchmitarbeit)
- 1975: Comment Yukong déplaça les montagnes (Dokumentation, Mitregie)
- 1976: Une histoire de ballon (Mitregie)
- 1977: Les ouigours (Kurzfilm, Mitregie, Drehbuchmitarbeit)
- 1977: Les kazaks (mittellanger Film, Mitregie, Drehbuchmitarbeit)
- 1986–88: Eine Geschichte über den Wind (Une histoire de vent, Drehbuchmitarbeit)
- 1991: Golem, l’esprit de l’exile (Schauspieler)
- 1999: Peut-être (Schauspieler)
- 2000: Auf die Liebe (Éloge de l’amour, Schauspieler)
- 2002: Birkenau und Rosenfeld (Regie, Drehbuch)
- 2007: La fabrique des sentiments (Schauspieler)
- 2007: Das Büro Gottes (Les bureaux de Dieu, Schauspieler)